# Újlőrincfalva
Újlőrincfalva là một thị trấn thuộc hạt Heves, Hungary. Thị trấn này có diện tích 48,09 km², dân số năm 2010 là 260 người, mật độ 5 người/km².